# 丸山公園 (薩摩川内市)
丸山公園（まるやまこうえん）は鹿児島県薩摩川内市樋脇町塔之原にある都市公園（近隣公園）である。

## 概要
旧樋脇町が川内市などと広域合併し薩摩川内市の一部となる前に、丸山の南東部の中腹に開設した公園である。
いこいの森 丸山公園とも呼称される。付近はなだらかな傾斜地であるが、園内は平坦な地形となっている。自由広場、ジャングルジム等の遊具、一部屋根付きの屋外ステージ、児童用遊具、蛸の形をした滑り台などがある。すぐ東側にある各種コートを有料で使用できる丸山自然公園とは別の施設で、シーズンには薩摩川内市役所樋脇支所からの道路沿いと公園内の桜が名所となっている。

## 施設・設備
- 屋外ステージ
- 芝生広場
- 四阿
- ジャングルジム
- 滑り台
- 児童用遊具
- トイレ

## アクセス
- 川内駅から車で20分

## 周辺
- 丸山
- 丸山自然公園
- 厳島神社
- 市比野温泉